# یواس‌اس سن سبا (ای‌پی‌ای-۲۳۲)
یواس‌اس سن سبا (ای‌پی‌ای-۲۳۲) (به انگلیسی: USS San Saba (APA-232)) یک کشتی بود که طول آن 455 ft بود. این کشتی در سال ۱۹۴۴ ساخته شد.